# Ross the Boss
Ross the Boss, pseudonimo di Ross Friedman (New York, 3 gennaio 1954), è un chitarrista statunitense conosciuto per essere stato uno dei fondatori del gruppo punk rock The Dictators e del gruppo heavy metal Manowar.

## Carriera
Ross Friedman, anche noto come Ross Funicello (come è accreditato sugli LP dei Dictators e sul primo dei Manowar) nacque nel quartiere Bronx di New York. Appassionato di musica, incominciò a suonare la chitarra e fondò i The Dictators.
Successivamente passò al gruppo glam degli Shakin Street. Proprio durante un tour di supporto ai Black Sabbath e ai Blue Öyster Cult, conobbe il roadie Joey DeMaio, con il quale decise di formare un nuovo gruppo di musica più dura rispetto a quella che stava suonando in quel momento: nacquero così i Manowar. Ross fu assunto dai Manowar fino al Kings of Metal Tour del 1988-1989, dopo il quale decise di lasciare per dedicarsi a differenti progetti musicali. Ritornò così con i suoi amici in una band chiamata "Manitoba's Wild Kingdom", che ripresero in seguito il nome di The Dictators.
Nel passato ha lavorato anche con Manitoba's Wild Kingdom, Heyday, Spinatras, Blacklace, The Hellacopters, David Roter Method, To Helen with Love, The Nomads, Majesty, Wotan, The Brain Surgeons e DawnRider.
Attualmente Ross ha avviato un progetto solista con cui ha prodotto 2 album, New Metal Leader e Hailstorm.
Nel 2022, Ross ha collaborato con la band heavy metal italiana Nanowar of Steel ed è apparso nel video della canzone Armpits of Immortals.

## Discografia

### Con i Manowar
- 1982 - Battle Hymns
- 1983 - Into Glory Ride
- 1984 - Hail to England
- 1984 - Sign of the Hammer
- 1987 - Fighting the World
- 1988 - Kings of Metal

### Con i The Dictators
- 1975 - The Dictators Go Girl Crazy!
- 1977 - Manifest Destiny
- 1978 - Bloodbrothers
- 1981 - Fuck 'Em If They Can't Take a Joke
- 1998 - The Dictators Live, New York, New York
- 2001 - D.F.F.D.
- 2005 - VIVA Dictators
- 2007 - Every Day Is Saturday
- 2021 - let's the band back together

### Con i Nanowar of Steel
- 2022 - Armpits of Immortals

### Da solista
- 2008 - New Metal Leader
- 2010 - Hailstorm